# Бернхард V (Анхалт-Бернбург)
Бернхард V фон от Анхалт-Бернбург (на немски: Bernhard V von Anhalt-Bernburg, † 1410/24 юни 1420) от фамилията Аскани e княз на Анхалт-Бернбург от 1404 до 1420 г.
Той е първият син на княз Хайнрих IV от Анхалт-Бернбург († 7 юли 1374) и съпругата му София, вероятно от фамилята Щолберг. По-малкият му брат Рудолф (II/III) († 28 ноември 1406) е епископ на Халберщат (1401 – 1406).
Бернхард V последва чичо си Ото III († 27 февруари 1404) и управлява заедно с братовчед си Ото IV († 1 май 1415) и след неговата смърт сам.
Бернхард V е последван от братовчед му Бернхард VI († 2 февруари 1468), най-големият син на чичо му Ото III.

## Фамилия
Бернхард V се жени на 8 септември 1396 г. за Елизабет фон Хонщайн-Келбра († сл. 1426), дъщеря на граф Улрих III от Хонщайн-Келбра-Морунген († 1414) и принцеса Агнес фон Брауншвайг-Люнебург-Грубенхаген († 1394).
Те имат една дъщеря:
- Аделхайд († сл. 1434), омъжена I. за херцог Фридрих (Брауншвайг-Остероде) († 1420), II. пр. 24 март 1415 г. за граф Мориц IV фон Шпигелберг(† 1434).